# Toba (folkgrupp)

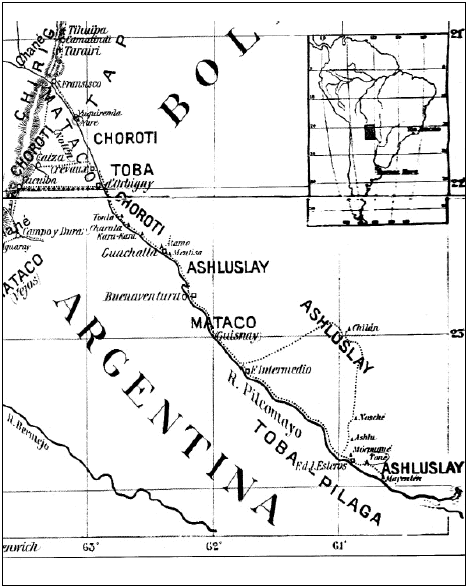
Karta av Erland Nordenskiöld som visar bland annat qoms (tobas) utbredning i området längs Pilcomayofloden i gränsområdet mellan Argentina och Bolivia 1910.

Toba, även kända som qom, är en av de största folkgrupperna i Argentina. Historiskt levde de i det område som idag kallas Gran Chaco. Under 1500-talet bosatte sig qom i en stor del av det som idag är norra Argentina, i de nuvarande provinserna Salta, Chaco, Santiago del Estero, Formosa och provinsen Gran Chaco i sydöstra delen av departementet Tarija i Bolivia. Till följd av att de blivit förföljda i sina hemtrakter bor för närvarande många qom i förorterna till San Ramón de la Nueva Orán, Salta, Tartagal, Resistencia, Charata, Formosa, Rosario och Santa Fe och i Stor-Buenos Aires. Nästan 130 000 personer identifierar sig för närvarande som toba eller qom. Genom 120 000 qom i Argentina är qom ett av de största ursprungsfolken i landet. 
Liksom de flesta inhemska grupperna i Sydamerika har qom en lång historia av konflikt och kamp efter spanjorernas ankomst. Medan qom införlivade vissa aspekter av europeisk kultur, såsom ridning, var våldsamma konflikter ganska vanliga. Qom motsatte sig i synnerhet kristendomen och de tvångsarbete som påfördes dem under livet vid Jesuiternas missionsstationer, även kallade reduktioner. I vissa fall har försök att assimilera qom till det spanska samhället fullbordats med våld och, när försöken möttes med motstånd, har det resulterat i massakrer som Napalpí-massakern. I senare tid har qom kämpat med problem som fattigdom, undernäring, diskriminering och tuberkulos på grund av bristande stöd från samhället och de ojämlikheter de har uthärdat.

## Historia

### 1500-talet

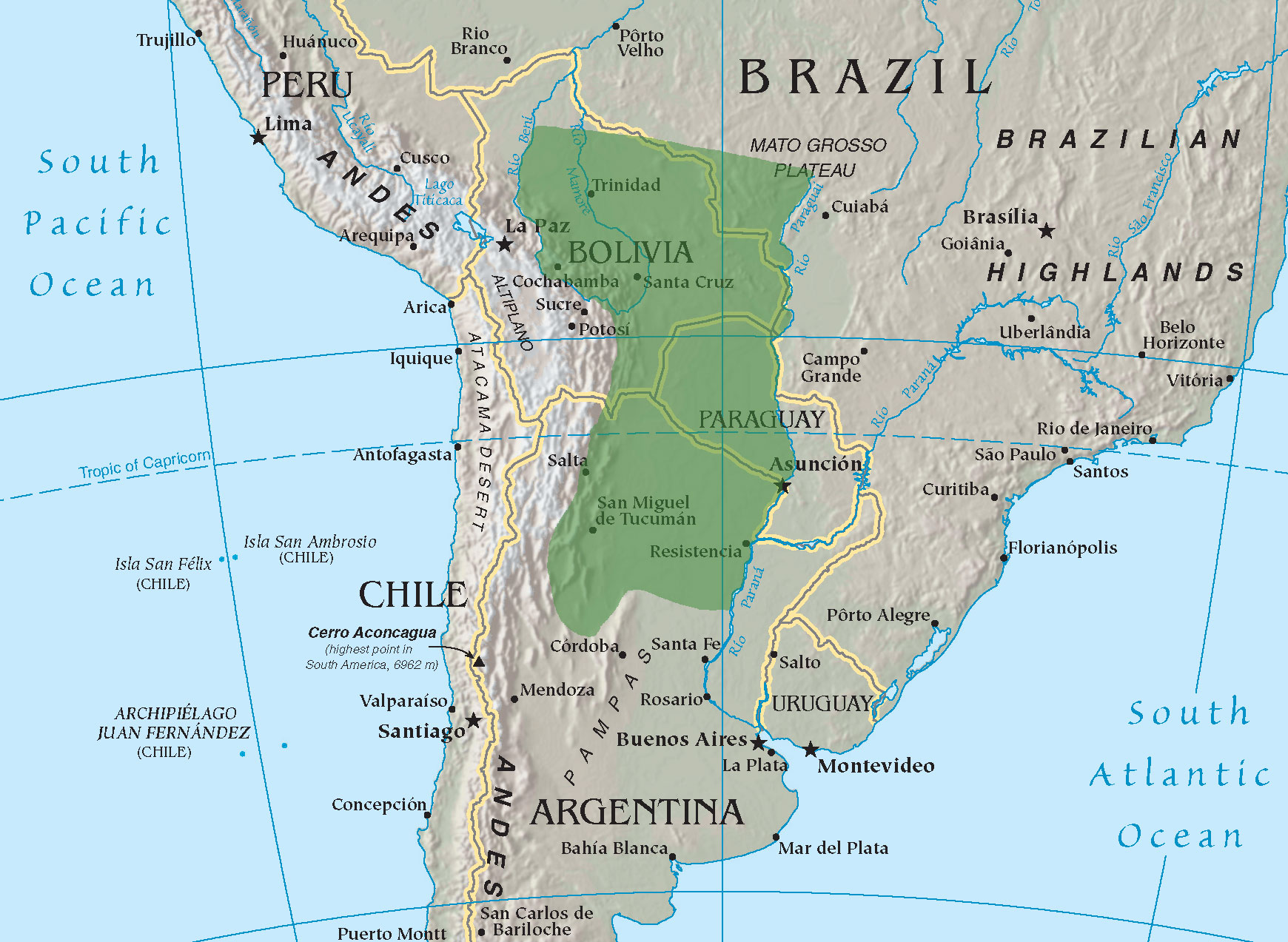
En ungefärlig karta över Chacoregionen inom vilket qom och många andra folkgrupper haft sitt territorium under historisk tid sedan 1500-talet.

Under 1500-talet levde qom främst i de regioner som idag är kända som Salta och Tarija och därifrån utvidgade de sitt område fram till Bermejofloden och Pilcomayofloden. I dessa områden levde flera andra folkgrupper. Vid denna tid hade wichis en stark demografiska tillväxt vilket satte press på qom och tvingade dem att flytta längre österut till de områden där de i stor utsträckning idag lever. Traditionellt betraktade qom och mocovi varandra som allierade medan abiponerna betraktades som fiender.
Liksom andra guaycurufolk organiserade qom sig i band som bestod av upp till 60 familjer. Dessa band etablerade i sin tur relationer med andra band. De brukar delas upp if fem huvudgrupper:
sheu'l'ec i den norra (sheu) regionen 
dapiguemlé i den västra (dapiguem) regionen 
l'añagashec i den sydöstra (l'añaga) regionen
tacshicen i den östra (tagueñi) regionen 
qollaxal'ec i den sydligaste regionen (qollaxa).

### Kontakt med spanjorerna
Den första skriftliga beläggen för spansk interaktion med qom är från 1600-talet men ingen formell studie av qom gjordes förrän fader José Cardú, en spansk franciskansk missionär, uppskattade att det fanns minst 4000 tobas i dapiguemregionen. Intressant nog försökte de första missionärerna inte omedelbart att introducera dem till jordbruk, vilket annars var den väg missionärerna brukade tillämpa. Istället tvingades missionärerna till följd av de begränsade resurserna och de svårigheter som chacolandskapet medförde att acceptera qoms jägar-samlare livsstil som det enda hållbara alternativet. Den spanska närvaron resulterade i en stor revolution för qom, dels en ny och kraftfull fiende och dels ett stort bidrag till sin kultur - hästen. Under 1600-talet började qom att utnyttja hästar och snart utvecklat ett kraftfullt ryttarkomplex i centrum och södra delen av Grand Chacoregionen, känd som Chaco Gualamba.
Qom blev Skickliga ryttare trots att deras territorium till stor del var täckt av skogsmarkar. När de red brukade de fästa läderbitar som skydd för huvudet för att förhindra skador från trädens grenar men också mot attacker från jaguarer och pumor som kunde hoppa från träden. Qom, liksom andra närliggande guaicurygrupper, utförde raider på andra sidan Paraguayfloden nattetid när de kunde se med hjälp av fullmånens ljus. Tack vare hästarna kunde de utöka räckvidden för sina razzier såväl västerut som österut ända in i Pampas och de blev den dominerande gruppen i centrala Chaco. Från sina hästar, beväpnade med pilar och pilar, jagade de inte bara inhemska djur utan även importerad boskap från Europa. Men de övergav inte traditionella jaktmetoder, i vissa områden var dessa fortfarande de enda möjliga.
År 1756 grundade jesuiterna en missionsstation (reduktion) för toba, San Ignacio de Ledesma. Den låg nära fortet Ledesma i provinsen Jujuy. Vid tiden för utvisningen av jesuiterna från Latinamerika 1768 fanns det 600 qom som levde vid reduktionen.
Qom blev en av de folkgrupper i Chaco som kraftigast motsatte sig den vite mannens ansträngningar att omvandla och påverka ursprungsbefolkningen. Qom leddes av kända hövdingar som Tayolique och använde ofta vapen i sin kamp mot europeiskt inflytande. De ansträngde sig för att komma över nya moderna gevär för att bättre försvara sig och sitt territorium och gjorde detta stundtals framgångsrikt. År 1858 hotade qom staden Santa Fe. Men efter 1880 kunde de inte längre stå emot den argentinska armén och de trängdes undan till det "ogenomträngliga Chaco", ett tätt skogsområde av Chaco som var svårt att navigera i. Vattenbristen gjorde det många gånger svårt att överleva i området.
År 1901 enades regeringen, som leddes av Julio Argentino Roca, och franciskanska missionärer från klostret San Carlos Borromeo i San Lorenzo i Santa Fe, att etablera två missionsstationer (reduktioner) i Formosa. En av reduktionerna, San Francisco Solano de Tacaaglé, initierades av Franciscan-friaren Terence Marcucci den 21 mars 1901 med 150 qom och Pilagá individer som till stor del kom från norra Chaco i Paraguay. Reduktionen upptog 20.000 hektar mark nära Pilcomayo floden, inom vilken stationen flyttades flera gånger. Den andra reduktionen, San Francisco de Laishí, grundades den 25 mars 1901 i sydöstra regionen av Formosa av fader Serafín Iturralde och fader Ghio. Detta uppdrag bestod av 74 000 hektar mark inom vilken det fanns en sockerfabrik som var i drift ända fram till 1946. När Formosa blev en officiell provins 1955, hade de två reduktionerna utvecklats till städerna Misión Tacaaglé och San Francisco de Laishí.
Ursprungsbefolkningarna  i Gran Chaco lyckades till stor del behålla sitt självstyre fram till slutet av 1800-talet. Men under erövringen av territoriet decimerades befolkningen. Den första erövringen över territorierna inleddes 1884 och är känd som Erövrigen av Gran Chaco. En av huvudpersonerna under de kommande årtiondena var general Victorica. År 1911 ledde han sina män i ett uppdrag som gick in i Chaco-regionen. Det motstånd som qom har erbjudit slogs ner 1916. Därefter förblev qom marginaliserade till de fattigaste områdena och som ett resultat av minskningen av deras territoriers storlek blev överlevnaden ännu svårare. Under 1920-talet leddes den argentinska regeringen av Marcelo Torquato de Alvear som arbetade för att öka jordbruksområdena genom att ge utlänningar och kreoler land. Qom var hänvisade till reservat. År 1924 utkämpade qom sin sista militära strid i den inhemska kolonin Napalpí i provinsen Chaco vilket resulterade i 200 döda qom. Denna händelse är känd som Napacliasmassakern.